# Bolba Éva
Bolba Éva (Budapest, 1982. február 12. –) jazzénekesnő, a Hot Jazz Band állandó vendége.

## Életpályája
Szülei: Bolba Lajos zenei szerkesztő, karmester és Póka Éva színésznő. Testvére Bolba Tamás zongorista.
Óvodás kora óta színpadon van. Először a Stúdió 11 zenekarral lépett fel.
A Kodály Zoltán Ének-Zenei Általános Iskolában zongorázni tanult. Több külföldi fellépésen vettek részt. 1994-ben Japánban különdíjat kapott a The Second Tachikawa World Childen's Music Fesztiválon, ami egy zeneszerzői verseny.
1996-2000 a Váci Zeneművészeti Szakközépiskola növendéke volt zongora, majd ének szakon.
Tanult a Magyar Állami Balett Intézetben, táncolt a Magyar Állami Népi Együttesben, tanult dzsessz-balettet is.
2002–2006 között a Liszt Ferenc Zeneművészeti Egyetemen jazz-ének szakra járt. Az osztálytársaival alapított Soul What zenekarral 2005-ben Ausztráliában a Noosa Jazz Festivalon, a Waga Wagga Jazz Festivalon, Sydneyben és Hongkongban turnéztak. 2006-ban megint Hongkongban, majd Pekingben és Sencsenben. Fellépett a Budapest Jazz Orchestra vendégeként, és a 2006-os karácsonyi lemezükön is közreműködött.
2004-től állandó vendégénekese a Hot Jazz Bandnek. Abban az évben az Év énekese volt.

## Szinkronszerepei
- Volt egyszer egy studio: Minnie eger (énekhang)